# Saranac River
Saranac River – rzeka w północno-wschodniej części stanu Nowy Jork w USA. Jej długość wynosi 130 km. Dorzecze Saranac ma powierzchnię 1587 km² i obejmuje obszar hrabstw Franklin, Essex i Clinton. Uchodzi do jeziora Champlain w pobliżu Plattsburgha.
Rzeka przepływa przez jeziora Upper, Middle i Lower Saranac Lake, Oseetah Lake, Lake Flower, Franklin Falls Pond i Union Falls Pond. Pomiędzy jeziorami Middle i Lower Saranac oraz Lower i Oseetah znajdują się śluzy. Saranac przepływa przez wieś Saranac Lake oraz miasta Saranac i Plattsburgh.
Słowo „Saranac” pochodzi z języków irokiańskich. Według niektórych źródeł jego znaczenie jest nieznane, według innych oznacza „rzeka, która płynie pod skałą”.
Przed rozwojem transportu drogowego i kolejowego, szlak rzeki Saranac, przebiegający m.in. przez Lower Saranac Lake, stanowił ważny wodny szlak transportowy, łączący Old Forge z jeziorem Champlain. Dziś jest on częścią szlaku kajakowego Northern Forest Canoe Trail.